# Devonta Freeman
Devonta Freeman (Baxley, 15 marzo 1992) è un giocatore di football americano statunitense che milita nel ruolo di running back nella National Football League (NFL) e dal 2021 è free agent. Fu scelto nel corso del quarto giro (103º assoluto) del Draft NFL 2014. Al college giocò a football all'Università statale della Florida.

## Carriera universitaria
Dopo aver giocato a football per la Miami Central High School della sua città natale, Miami, che aiutò a conquistare il campionato statale 6A, del quale fu eletto MVP grazie ad una prestazione da 308 yard in 36 portate (mancando per sole 20 yard il record di yard corse nella finale), Freeman fu considerato dal celebre sito di scouting Rivals.com come il 10º miglior prospetto della sua classe a livello nazionale, nel ruolo di running back. Il 24 giugno accettò ufficialmente la borsa di studio offertagli da Florida State per poter giocare con la sua squadra di football.
Nel suo primo anno collegiale, egli corse in 12 gare per 579 yard ed 8 touchdown in 120 portate, risultato che, per quanto concerne le yard corse, rappresentò la quinta miglior prestazione di tutti i tempi per un freshman dell'ateneo della Florida. Egli inoltre fu il sesto miglior ricevitore dei Seminoles con 15 ricezioni per 111 yard. L'anno seguente, collezionò altri 8 touchdown su corsa, correndo inoltre per 660 yard in 111 portate e terminando al secondo posto di squadra dietro il senior Chris Thompson di rientro dall'infortunio che l'aveva tenuto fermo la stagione precedente. Egli corse per più di 100 yard contro Duke e contro Maryland, facendo segnare contro questi ultimi il miglior risultato personale in una singola gara (148 yard corse in 16 portate).
Nel 2013, divenuto oramai titolare fisso dei Noles (fu running back titolare in tutti e 14 gli incontri stagionali), Freeman fu il primo giocatore di Florida State dal 1996, a superare le 1.000 yard su corsa in stagione. Egli corse difatti per 1.016 yard e 14 touchdown in 144 portate, di cui 73 yard ed un touchdown rappresentarono la sua prestazione nel vittorioso BCS National Championship che consentì ai Seminoles di laurearsi campioni NCAA per la stagione 2013. Inserito nel First-team All-ACC, che individua i giocatori migliori della stagione relativamente la Atlantic Coast Conference , Freeman chiuse la sua carriera universitaria, nella classifica di tutti i tempi dell'ateneo della Florida, al 3º posto in touchdown segnati su corsa (30) ed all'8º posto in yard corse (2.255).

### Vittorie e premi

#### Università
- BCS National Championship : 1

Florida State Seminoles: 2013
- ACC Championship: 2

Florida State Seminoles: 2012, 2013
- Orange Bowl: 1

Florida State Seminoles: 2012
- Champs Sports Bowl: 1

Florida State Seminoles: 2011

#### Individuale
- First-team All-ACC: 1

2013
- Freshman All-American honorable mention (2011)

## Carriera professionistica

### Atlanta Falcons
Freeman era considerato uno dei migliori running back in vista del Draft NFL 2014 ed era pronosticato per essere scelto il terzo e il quarto giro. Il 10 maggio fu scelto nel corso del quarto giro dagli Atlanta Falcons. Debuttò come professionista subentrando nella settimana 1 contro i New Orleans Saints correndo due volte per 15 yard e ricevendo due passaggi per 18 yard. Nel penultimo turno, ancora contro i Saints, segnò il primo touchdown su corsa in carriera, coi Falcons che ottennero una importante vittoria. La sua prima stagione si chiuse con 248 yard corse (secondo nei Falcons), un TD su corsa e uno su ricezione giocando tutte le 16 partite, nessuna come titolare.
Nella sua seconda stagione, dopo un touchdown nella vittoria del secondo turno sui Giants, Freeman ne segnò 3, con un nuovo primato personale di 141 yard corse, nella vittoria in casa dei Cowboys, che gli valse il premio di miglior running back della settimana. Altri tre li segnò sette giorni dopo contro i Texans nella quarta vittoria consecutiva dei Falcons. L'ultimo giocatore a segnare tre TD in due gare consecutive era stato LaDainian Tomlinson nel 2006. Nel quinto turno, divenne il primo giocatore dell'era Super Bowl a segnare sette touchdown nelle prime tre gare come titolare in carriera. Nella settimana 11, Freeman fu costretto a lasciare la gara nel primo quarto a causa di una commozione cerebrale subita, non facendo più ritorno in campo.
Nella seconda parte del 2015, Freeman e i Falcons non riuscirono a replicare i successi dei primi due mesi di gioco: la squadra perse sei gare consecutive mentre il giocatore rimase senza segnare per sette partite. Il digiuno di entrambi si interruppe nella vittoria della settimana 15 in casa dei Jaguars. A fine stagione, Freeman fu convocato per il primo Pro Bowl in carriera ed inserito nel Second-team All-Pro dopo avere guidato la NFL in touchdown su corsa (11, assieme ad altri tre giocatori) e totali (14, assieme ad altri quattro).

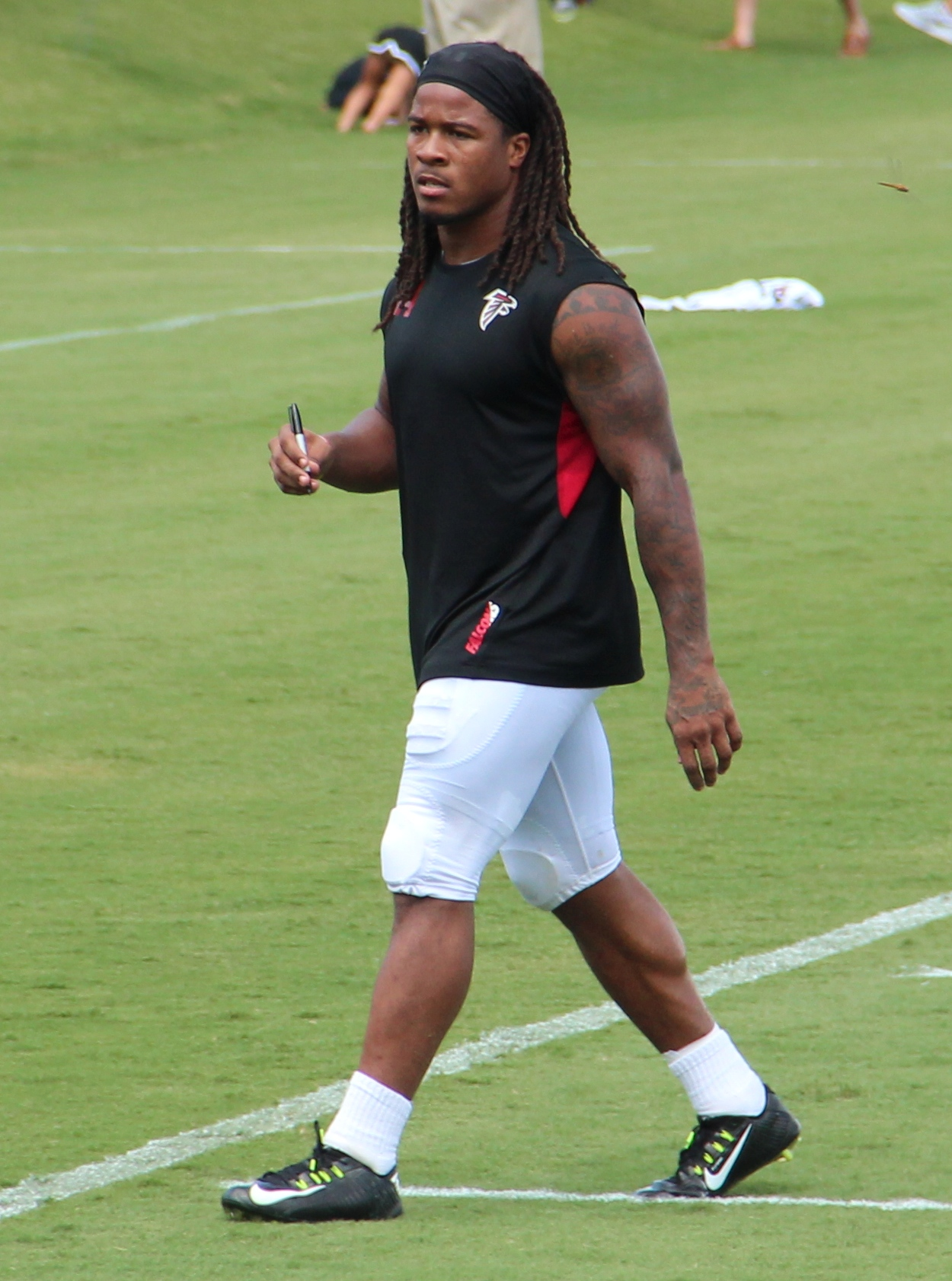
Freeman nel training camp 2016

Nel 14º turno del 2016, Freeman fu premiato come giocatore offensivo della NFC della settimana e come running back della settimana dopo avere corso 139 yard e segnando tre touchdown nella vittoria sui San Francisco 49ers. A fine stagione fu convocato per il secondo Pro Bowl in carriera. Freeman giocò un ruolo importante nei Falcons che ebbero il miglior attacco della NFL per punti segnati e terminarono con un record di 11-5 e il secondo posto nel tabellone della NFC. Nel Divisional Round dei playoff contro i Seattle Seahawks, Freeman corse 45 yard e segnò un touchdown, oltre a ricevere 4 passaggi per 80 yard nella vittoria per 36-20. Nella finale della NFC contro i Green Bay Packers corse 42 yard, ne ricevette altre 42 e segnò un touchdown su ricezione, con Atlanta che vinse per 44-21 qualificandosi per Super Bowl LI contro i New England Patriots. Il 5 febbraio 2017 partì come titolare nella finalissima in cui i Falcons furono battuti ai tempi supplementari dopo avere sprecato un vantaggio di 28-3 a tre minuti dal termine del terzo quarto. In quella gara, Freeman segnò un touchdown su una corsa da 5 yard.
Nel 2017 Freeman corse 865 yard e segnò 8 touchdown totali, con i Falcons che terminarono con un record di 10-6. Andò a segnò anche nel primo turno di playoff nella vittoria in casa dei Los Angeles Rams. La corsa verso il ritorno al Super Bowl si interruppe la settimana successiva in casa dei Philadelphia Eagles, dove Freeman segnò l'unica marcatura della sua squadra.
Il 20 ottobre 2019 Freeman fu espulso per una rissa con Aaron Donald dei Los Angeles Rams. Il 16 marzo 2020 fu svincolato dai Falcons.

### New York Giants
Il 22 settembre 2020, dopo l'infortunio di Saquon Barkley, Freeman firmò con i New York Giants. Nella settimana 5 contro i Dallas Cowboys segnò il primo touchdown con la nuova squadra. Il 13 novembre 2020 fu inserito in lista infortunati per un problema a una caviglia. Il 5 dicembre fu inserito in lista riserve/COVID-19, e tornò in lista infortunati il 17 dicembre. Il giorno successivo ricominciò ad allenarsi con la squadra. Tuttavia non fece più ritorno in campo nella stagione regolare e fu svincolato il 7 gennaio 2021. Complessivamente disputò cinque partite, correndo 172 yard e un touchdown.

### Buffalo Bills
Il 12 gennaio 2021 Freeman firmò con la squadra di allenamento dei Buffalo Bills. Il suo contratto scadde il 1º febbraio 2021.

### New Orleans Saints
Freeman firmò con i New Orleans Saints il 1º agosto 2021. Fu svincolato il 31 agosto 2021.

### Baltimore Ravens
Il 9 settembre 2021 Freeman firmò con la squadra di allenamento dei Baltimore Ravens dopo gli infortuni di J.K. Dobbins, Justice Hill e Gus Edwards. Il 16 settembre 2021 fu promosso nel roster attivo dopo che fu svincolato Trenton Cannon. Concluse la stagione 2021 disputando 16 partite su 17, correndo 576 yard e segnando 5 touchdown su corsa e uno su ricezione.
Il 13 settembre 2022 Freeman sostenne un provino con gli Houston Texans ma non firmò con la squadra.

## Palmarès

### Franchigia
- National Football Conference Championship: 1

Atlanta Falcons: 2016

### Individuale
- Convocazioni al Pro Bowl: 2

2015, 2016
- Second-team All-Pro: 1

2015
- Giocatore offensivo della NFC della settimana: 1

15ª del 2016
- Running back della settimana: 2

3ª del 2015, 15ª del 2016
- Leader della NFL in touchdown su corsa: 1

2015

## Filmografia parziale
- Escape Plan 2: Hades, regia di Steven C. Miller (2018)